# Семейники
Семейники — деревня в Можайском районе Московской области в составе Порецкого сельского поселения. Численность постоянного населения по Всероссийской переписи 2010 года — 45 человек. До 2006 года Семейники входили в состав Порецкого сельского округа.
Деревня расположена на северо-западе района, у границы с Шаховским районом, примерно в 42 км к северо-западу от Можайска, на левом берегу реки Малая Иночь, высота центра над уровнем моря 207 м. Ближайшие населённые пункты — Дегтяри на северо-востоке, Петраково на юго-западе и Дор на севере.